# Equipo de Copa Hopman de España
España es una nación que ha competido en el torneo de la Copa Hopman en catorce ocasiones, su primera aparición fue en la 2ª edición anual del evento en 1990. Han ganado el torneo cuatro veces: en 1990, 2002, 2010 y 2013. Fueron también  subcampeones en dos ocasiones: en 1993 y en 2007. Su dirección corre a cargo de la Real Federación Española de Tenis.

## Jugadores
Esta es una lista de los jugadores que han jugado para España en la Copa Hopman.
| Name                        | Total G-P | Singles G-P | Dobles G-P | Primer año jugado | Número de años jugados |
| Lara Arruabarrena           | 3–3       | 1–2         | 2–1        | 2017              | 1                      |
| Albert Costa                | 0–2       | 0–1         | 0–1        | 1995              | 1                      |
| David Ferrer                | 2–3       | 2–1         | 0–2        | 2019              | 1                      |
| Feliciano López             | 3–3       | 1–2         | 2–1        | 2017              | 1                      |
| Conchita Martínez           | 1–3       | 0–2         | 1–1        | 1994              | 2                      |
| María José Martínez Sánchez | 6–1       | 3–1         | 3–0        | 2010              | 1                      |
| Anabel Medina               | 14–10     | 6–7         | 8–3        | 2007              | 4                      |
| Carlos Moyá                 | 3–6       | 1–4         | 2–2        | 1998              | 2                      |
| Garbiñe Muguruza            | 1-4       | 1-2         | 0-2        | 2019              | 1                      |
| Daniel Muñoz de la Nava     | 0-4       | 0-2         | 0-2        | 2014              | 1                      |
| Tommy Robredo               | 20–6      | 11–3        | 9–3        | 2002              | 4                      |
| Virginia Ruano Pascual      | 1–5       | 0–3         | 1–2        | 2003              | 1                      |
| Emilio Sánchez Vicario      | 8–11      | 3–7         | 5–4        | 1990              | 5                      |
| Arantxa Sánchez Vicario     | 21–11     | 12–5        | 9–6        | 1990              | 7                      |
| Fernando Verdasco           | 9–4       | 3-4         | 6–0        | 2012              | 2                      |